# شینوودین
| سامانه   | ردیف     | اشکوب     | میلیون سال پیش |
| -------- | -------- | --------- | -------------- |
| دوونین   | پیشین    | لوخکووین  | → پس از آن     |
| سیلورین  | پریدولی  | پریدولی   | ۴۱۹٬۲–۴۲۳٬۰    |
| سیلورین  | لودلوو   | لودفوردین | ۴۲۳٬۰–۴۲۵٬۶    |
| سیلورین  | لودلوو   | گورستین   | ۴۲۵٬۶–۴۲۷٬۴    |
| سیلورین  | ونلاک    | هومرین    | ۴۲۷٬۴–۴۳۰٬۵    |
| سیلورین  | ونلاک    | شینوودین  | ۴۳۰٬۵–۴۳۳٬۴    |
| سیلورین  | لاندووری | تلیچین    | ۴۳۳٬۴–۴۳۸٬۵    |
| سیلورین  | لاندووری | آئرونین   | ۴۳۸٬۵–۴۴۰٬۸    |
| سیلورین  | لاندووری | رودانین   | ۴۴۰٬۸–۴۴۳٬۴    |
| اردویسین | پسین     | هیرنانتین | → پیش از آن    |

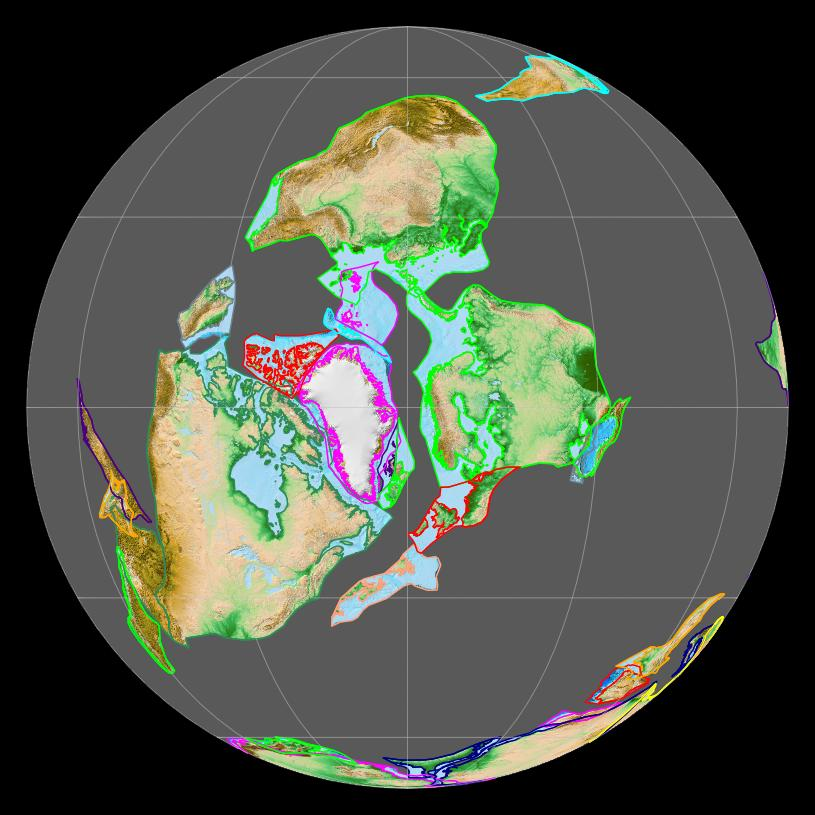
نقشه قاره لوراسیا در پایان دوره شینوودین (۴۳۰ میلیون سال پیش)

شینوودین (انگلیسی: Sheinwoodian) در مقیاس زمانی زمین‌شناسی یک عصر از دور ونلاک از دوره سیلورین از دوران دیرینه‌زیستی از ابردوران پیدازیستی است که بازه زمانی ۰٫۸ ± ۴۳۳٫۴ تا ۰٫۷ ± ۴۳۰٫۵ میلیون سال پیش را در بر می‌گیرد.
شینوودین در ستون چینه‌شناسی پس از عصر تلیچین و پیش از هومرین جای دارد.